# Vinzenz Lachner

Vinzenz Lachner (1854)

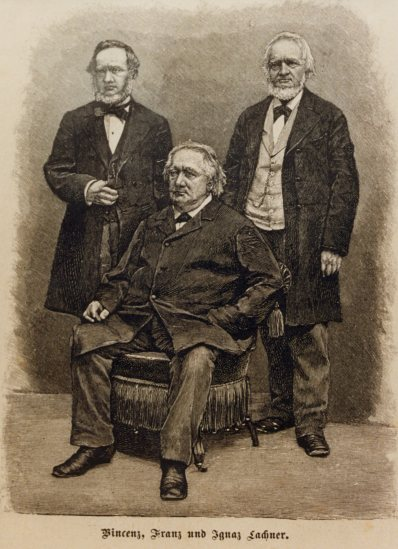
Vinzenz Lachner (links) und seine Brüder (vor 1890)

Vinzenz Lachner (* 19. Juli 1811 in Rain am Lech; † 22. Januar 1893 in Karlsruhe) war ein deutscher Komponist, Dirigent und Musikpädagoge.

## Leben
Vinzenz Lachner wurde in eine musikalische Familie geboren. Er war das achte und jüngste überlebende von zehn Kindern des Uhrmachers und Organisten Anton Lachner (1756–1820) und dessen zweiter Ehefrau Maria Anna Kunz (1774–1846). Ersten Musikunterricht erhielt er von seinem Vater, der in Rain als Stadtpfarrorganist wirkte. Seine älteren Brüder Franz und Ignaz sowie sein Halbbruder Theodor wurden ebenfalls Komponisten, die beiden Schwestern Thekla (1801–1869) und Christina (1805–1858) waren als Organistinnen tätig.
Er besuchte ab 1822 das Gymnasium zu Augsburg, das er jedoch aus unbekannten Gründen nicht beendete. Ab 1830 war er nach Intervention seines Bruders Franz in Chocieszewice bei Kröben als Musiklehrer für die Töchter des Grafen Theodor Mycielski tätig. Vinzenz Lachner erhielt 1834 die Stelle seines Bruders Ignaz an der reformierten Kirche und am Kärntnertortheater in Wien. 1836 ging er – nun in Nachfolge seines Bruders Franz – als Kapellmeister ans Nationaltheater nach Mannheim und blieb dort mit kurzen Unterbrechungen bis zu seiner vorzeitigen Pensionierung im Jahre 1873. So war er im Jahre 1842 als Dirigent der Deutschen Operngesellschaft in London tätig, 1848 übernahm er für kurze Zeit die Stelle des Musikdirektors in Frankfurt am Main. Nach seinem Rückzug aus dem Amt des Dirigenten in Mannheim übersiedelte Lachner nach Karlsruhe. Hier wirkte er zunächst als Privatlehrer, ab 1884 als Musikpädagoge am Großherzoglich Badischen Konservatorium.
Unter seinen Zeitgenossen wurde er etwa von Johannes Brahms und Clara Schumann geschätzt. Zu seinen Schülern in Mannheim zählte der Dirigent Hermann Levi, in Karlsruhe der Pianist Max von Pauer.
In Mannheim war Vinzenz Lachner aber nicht nur im musikalischen Bereich aktiv. 1851 war er Mitgründer der dort ansässigen Rheinischen Gasgesellschaft, die das Gaswerk in Heidelberg betrieb, und gehörte zeitweise deren Aufsichtsrat an.
Vinzenz Lachner war seit 1837 mit Antonia Brand (1820–1871), Tochter des Mannheimer Chorleiters und Theaterkorrepetitors Franz Brand, verheiratet. Die beiden bekamen drei Kinder, die alle vor ihrem Vater starben:
- Peter Vinzenz (1838–1876), Musiklehrer und Fotograf
- Rosina Anna Antonia (1839–1860)
- Karl Friedrich Franz (1856–1885), Ingenieur

Der Sohn Peter Vinzenz wanderte nach Costa Rica aus, wo seine Nachkommen bis heute leben. Der costa-ricanische Arzt und Pädagoge Vicente Lachner Sandoval war Vinzenz Lachners Enkel. 
Seine Geburtsstadt Rain würdigt Vinzenz Lachner mit einem Straßennamen, dem Gebrüder-Lachner-Museum, das im Geburtshaus untergebracht ist, sowie der Benennung der Gebrüder-Lachner-Mittelschule.
In Karlsruhe und Mannheim wurden ebenfalls Straßen nach Vinzenz Lachner benannt.

## Werk
Das kompositorische Schaffen Vinzenz Lachners, der der Neudeutschen Schule ablehnend gegenüberstand, umfasst hauptsächlich Vokalwerke, vor allem Lieder, jedoch auch zwei Sinfonien sowie Ouvertüren und Kammermusik. Er schrieb außerdem eine Schauspielmusik zu Schillers Turandot. Eine Festouvertüre und ein Klavierquartett wurden mit Preisen ausgezeichnet. Er erwarb sich darüber hinaus den Ruf eines herausragenden Dirigenten. Seine Werke sind – mit Ausnahme seiner komischen Männerchöre – heute weitgehend in Vergessenheit geraten.
Werkauswahl
- Klavier-Quartett in g-Moll op. 10
- 6 Pièces caractéristiques op. 16 für Violoncello und Klavier
- Fest-Ouvertüre für Orchester op. 30
- 42 Variationen über die C-Dur-Tonleiter op. 42 für Klavier
- Kinderlieder-Duette für Sopran, Bariton und Klavier op. 25
- Sechs deutsche Tanzweisen für Violoncello und Klavier op. 65
- Zwölf Ländler mit Intermezzo und Finale für Pianoforte G-Dur (1878)
- Zyklus „Scherz im Ernst und Ernst im Scherz“ (nach Joseph Victor von Scheffel, 1886) op. 33
- Lob des Frankenlandes (Wohlauf, die Luft geht frisch und rein) op. 33 Nr. 12
- Lied fahrender Schüler (Pfarrherr du kühler, öffne dein Tor) op. 33 Nr. 13